# Aísa
Aísa è un comune spagnolo di 402 abitanti situato nella comunità autonoma dell'Aragona. Fa parte della comarca della Jacetania.
Fra le frazioni e le località appartenenti ad Aísa va segnalata Candanchú una fra le più celebri stazioni di sport invernali dei Pirenei spagnoli.
Il paese possiede una bella chiesa parrocchiale del XVIII secolo.